# Jurelang Zedkaia
Jurelang Zedkaia (Majuro, 13 luglio 1956 – Majuro, 7 ottobre 2015) è stato un politico marshallese, Presidente delle Isole Marshall dal 2 novembre 2009 al 16 gennaio 2012.

## Biografia
Presidente del parlamento marshallese dal febbraio 2008, è stato eletto Presidente delle Isole Marshall neppure una settimana dopo l'inizio della crisi politica iniziata con la sfiducia posta dal parlamento all'ex presidente Tomeing. Ricandidatosi per il mandato 2012-2016 è stato sconfitto dall'ex ministro della giustizia Christopher Loeak.